# エリザベス・ホーリー
エリザベス・ホーリー（Elizabeth Hawley、1923年11月9日 - 2018年1月26日)は、アメリカイリノイ州シカゴ生まれの女性山岳ジャーナリスト、ヒマラヤ登山の年代記編者。40年以上にわたりヒマラヤ登山の記録をまとめ、その正確な記録から「ヒマラヤ登山記録の認定機関」と呼ばれている。カトマンズ在住。
ミシガン大学で学んだ。ニューヨークのフォーチュン誌のリサーチャーを辞め、世界一周旅行中にカトマンズを訪れた後、ネパールに移住した。そこで短期間リポーターとして働き、サンフランシスコに戻り、数年後タイム誌のジャーナリストとしてネパールに戻った。
その後、登山のニュースを報道するロイター通信社の仕事に就いた。
人生で山に登ったことはないが、40年以上にわたるヒマラヤ登山の最もよく知られた年代記編者である。ネパールでは観光省がヒマラヤ登山の許可を出し、登頂証明書も出しているが、あくまでも登山者の自己申告をそのまま追認するだけで、信頼度は高くないとされる。ホーリーはカトマンズに入った各国登山隊すべてに聞き取り調査を行っており、カトマンズを通らずに中国側から登る登山者に対しても、シェルパや他の隊の情報から追跡調査を行っている。その記録は世界的に最も信用が高いとされ、他にヒマラヤ登頂を公認する権威ある機関がないことから、ホーリーは事実上の公認機関の役割を果たしている。朝日新聞の近藤幸夫は、ネパール観光省にヒマラヤ登山の記録を調べに行ったときに、担当者から「正確な記録は、ホーリーさんに聞いてください」と言われた。2010年に呉銀善のカンチェンジュンガ登頂疑惑が起こったときには、『登山家たちの間では、カトマンズ在住のエリザベス・ホーリー氏が発行する「ヒマラヤン・データベース」による認定が、正式な認定とされている。』と報じられている。近年、ホーリーの記録は「ヒマラヤン・データベース」としてインターネットで公開されている。